# پان‌ترکیسم یک قرن در تکاپوی الحاق‌گری
پان ترکیسم یک قرن در تکاپوی الحاق گری، کتابی است که جیکوب لاندو در سال ۱۹۹۵ میلادی نوشته است و حمید احمدی در سال ۱۳۸۲ به فارسی برگردانید. حمید احمدی این کتاب را معتبرترین اثر پیرامون پان ترکیسم در سطح جهانی می‌داند، چرا که جیکوب لاندو به زبان‌های انگلیسی، ترکی، روسی، آلمانی و عربی مسلط است و از آرشیوهای گوناگون ترکیه عثمانی و ترکیه جدید، روسیه شوروی و آلمان بهره گرفته است.

## فصل‌های کتاب
- دیباچه

1. ترک‌های بیرونی، ظهور و سقوط پان ترکیسم در خارج
2. پان ترکیسم در امپراتوری عثمانی، پیدایش و رشد
3. پان ترکیسم در جمهوری ترکیه: خیزش دوباره
4. پان ترکیس در جمهوری ترکیه: بازگشت به مسیر اصلی
5. پان ترکیسم به عنوان یک پدیده الحاق گرا
6. از الحاق گری تا همبستگی